# Provinciale weg 601
De provinciale weg 601 (N601) is een weg in de Nederlandse provincie Noord-Brabant. De weg vormt het westelijke deel van de Ring 's-Hertogenbosch. In tegenstelling tot wat van het nummer verwacht mag worden is de weg niet in beheer bij de provincie Noord-Brabant, maar volledig bij de gemeente 's-Hertogenbosch. 
De N601 begint bij de aansluiting 's-Hertogenbosch-West op de A59 aan de noordwestkant van 's-Hertogenbosch. De weg vervolgt in zuidwestelijke richting naar het Jeroen Bosch Ziekenhuis en loopt langs het natuurgebied Moerputten. Ter hoogte van het Afwateringskanaal 's-Hertogenbosch-Drongelen buigt de weg af in zuidelijke richting. Vervolgens gaat de N601 onder de spoorlijn Utrecht - Boxtel door en volgt er nog een kruispunt richting Vught. De N601 eindigt bij de gecombineerde aansluitingen Vught-Centrum op de A65 en 's-Hertogenbosch-Centrum op de A2. De N601 heeft over de volledige lengte 2x2 rijstroken en een maximumsnelheid van 70 km/h binnen de bebouwde kom. De overige delen  evenals hebben een maximumsnelheid van 80 km/h vanwege de ligging buiten de bebouwde kom. De N601 heeft achtereenvolgens de naam Vlijmenseweg, Randweg en Vughterweg.
Het nummer N601 werd in mei 2020 geïntroduceerd, als eerste langs de A65 met het plaatsen van nieuwe bewegwijzering. Daarvoor had de westelijke ringweg geen nummer.
N62 · N69 · N251 · N252 · N253 · N254 · N255 · N256/A256 · N257 · N258 · N260 · N261 · N262 · N263 · N264 · N266 · N267 · N268 · N269 · N270/A270 · N271 · N272 · N273 · N274 · N275 · N276 · N277 · N278 · N279 · N280 · N281 · N282 · N283 · N284 · N285 · N286 · N287 · N288 · N289 · N290 · N291 · N292 · N293 · N294 · N295 · N296 · N296n · N297 · N298 · N300 · N321 · N322 · N324 · N329 · N389 · N394 · N395 · N396 · N397

N556 · N562 · N564 · N570 · N572 · N590 · N595 · N598 · N601 · N602 · N605 · N607 · N612 · N613 · N615 · N616 · N617 · N618 · N620 · N622 · N625 · N629 · N631 · N632 · N637 · N638 · N639 · N640 · N641 · N651 · N652 · N653 · N654 · N655 · N656 · N658 · N659 · N660 · N661 · N662 · N663 · N664 · N665 · N666 · N667 · N668 · N669 · N670 · N671 · N673 · N674 · N675 · N676 · N682 · N683 · N686 · N689 · N690 · N831 · N843

Voormalige provinciale wegen: N299 · N551 · N552 · N553 · N554 · N555 · N560 · N561 · N563 · N565 · N566 · N567 · N568 · N571 · N574 · N580 · N581 · N582 · N583 · N584 · N585 · N586 · N587 · N588 · N589 · N591 · N592 · N593 · N594 · N596 · N597 · N603 · N604 · N606 · N608 · N610 · N611 · N614 · N619 · N621 · N623 · N624 · N626 · N628 · N630 · N634 · N642 · N657